# Otto-Bayer-Preis
Der Otto-Bayer-Preis wird alle zwei Jahre von der Bayer Foundation an Wissenschaftler im deutschsprachigen Raum für bahnbrechende innovative Pionierforschung in den Wissenschaftsbereichen Chemie und Biochemie verliehen. Der Preis wurde 1984 im Gedenken an Otto Bayer, den Erfinder der Polyurethan-Chemie und langjährigen Forschungsleiter von Bayer, gestiftet. Der Otto-Bayer-Preis ist mit 75.000 Euro dotiert. Er wird alle zwei Jahre im Wechsel mit dem Familie-Hansen-Preis verliehen.

## Bereiche
Der Otto-Bayer-Preis wird verliehen für Forschungen in den Fachgebieten:
- Organische Chemie
- (Bio-)Katalyse
- Grüne Biotechnologie
- Gentechnologie
- Molekularbiologie
- Pflanzenphysiologie
- Weiße Biotechnologie

## Geschichte
Der Otto-Bayer-Preis wurde durch eine testamentarische Verfügung von Otto Bayer ins Leben gerufen. Darin wurde die Gründung der Otto-Bayer-Stiftung festgelegt, die seit 1984 regelmäßig den Otto-Bayer-Preis verleiht. Otto Bayer war Forschungsdirektor der Bayer AG und trat 1933 in das Unternehmen ein. Trotz des gleichen Familiennamens war er mit der Gründerfamilie nicht verwandt. Bayer war vor allem an der Etablierung der Polyurethan-Chemie beteiligt und prägte die Entwicklung dieser vielseitigen Kunststoff-Familie über viele Jahre bis zu seinem Tod im Alter von fast 80 Jahren.

## Preisträger
- 1984 Gerhard Wegner, Max-Planck-Institut für Polymerforschung, Mainz
- 1985 Heinz Saedler, Jozef Schell und Klaus Hahlbrock, Max-Planck-Institut für Züchtungsforschung, Köln
- 1986 Horst Kessler, TU München, und Manfred T. Reetz, Max-Planck-Institut für Kohlenforschung, Mülheim
- 1987 Martin Jansen, Universität Bonn, und Arndt Simon, Max-Planck-Institut für Festkörperforschung, Stuttgart
- 1988 Johann Deisenhofer, Howard Hughes Medical Institute, University of Texas, Southwestern Medical Center, und Hartmut Michel, Max-Planck-Institut für Biophysik, Frankfurt
- 1989 Helmut Schwarz, TU Berlin
- 1990 Wolfgang A. Herrmann, TU München, und Kurt Peter C. Vollhardt, University of California, Berkeley
- 1991 Martin Quack, ETH Zürich
- 1992 Herbert Jäckle, Max-Planck-Institut für biophysikalische Chemie, Göttingen, und Christiane Nüsslein-Volhard, Max-Planck-Institut für Entwicklungsbiologie, Tübingen
- 1993 François Diederich, ETH Zürich, und Dieter Hoppe, Universität Münster
- 1994 Robert Schlögl, Fritz-Haber-Institut der Max-Planck-Gesellschaft, Berlin
- 1995 Gerhard Erker, Universität Münster, und Paul Knochel, Ludwig-Maximilians-Universität München
- 1996 Stefan Jentsch, Max-Planck-Institut für Biochemie, Martinsried
- 1998 Ulrich Koert, Universität Marburg, und Carsten Bolm, RWTH Aachen
- 2001 Herbert Waldmann, Max-Planck-Institut für molekulare Physiologie, Dortmund
- 2003 Christian Griesinger, Max-Planck-Institut für Biophysikalische Chemie, Göttingen
- 2006 Alois Fürstner, Max-Planck-Institut für Kohlenforschung, Mülheim/Ruhr
- 2008 Thomas Carell, Ludwig-Maximilians-Universität, München
- 2010 Detlef Weigel, Max-Planck-Institut für Entwicklungsbiologie, Tübingen
- 2012 Benjamin List, Max-Planck-Institut für Kohlenforschung, Mülheim an der Ruhr
- 2014 Frédéric Merkt, Laboratorium für Physikalische Chemie, ETH Zürich
- 2016 Dirk Trauner, Ludwig-Maximilians-Universität München
- 2018 Tobias J. Erb, Max-Planck-Institut für terrestrische Mikrobiologie, Marburg
- 2020 Ruth Ley, Max-Planck-Institut für Entwicklungsbiologie, Tübingen
- 2022 Frank Glorius, Westfälische Wilhelms-Universität, Münster[1]
- 2024 Meritxell Huch, Max-Planck-Institut für molekulare Zellbiologie und Genetik, Dresden[2]

## Herausragende Otto-Bayer-Preisträger
- Christiane Nüsslein-Volhard erhielt 1992 den Otto-Bayer-Preis und wurde kurz darauf mit dem Nobelpreis für Medizin und Physiologie 1995 für Beiträge zur Entdeckung der genetischen Kontrolle der frühen Embryonalentwicklung ausgezeichnet.
- 2020 wurde Ruth Ley für ihre bahnbrechenden Forschungen auf dem Gebiet des Mikrobioms ausgezeichnet, insbesondere für die Entdeckung des Zusammenhangs zwischen Darmbakterien und Stoffwechselstörungen des Menschen.